# Camptotypus pseudostigmaticus
Camptotypus pseudostigmaticus är en stekelart som beskrevs av Gupta och Tikar 1976. Camptotypus pseudostigmaticus ingår i släktet Camptotypus och familjen brokparasitsteklar. Inga underarter finns listade.